# Мікронавушник
Мікронавýшник — мініатюрний бездротовий радіоприймач, котрий вставляється у вушний канал людини і призначений для прихованого прийому звукових повідомлень. За будовою нагадує невелику капсулу тілесного кольору. Завдяки своїм розмірам та обтічній будові корпусу мікронавушник легко розміщується у каналі вуха, забезпечуючи відтворення акустичних сигналів.

## Принцип роботи
Мікронавушник працює в комплекті з пристроями прийому/передачі та пристроями відтворення звукових сигналів - мобільним телефоном, переносною радіостанцією, програвачем, тощо. Для підключення мікронавушника до цих пристроїв використовується спеціальна гарнітура. Сигнал з мобільного пристрою спершу передається на гарнітуру за допомогою дротового підключення (гарнітура handsfree) або за технологією bluetooth (бездротові гарнітури). Далі за допомогою індуктивної петлі, що служить антеною, радіосигнал передається безпосередньо у мікронавушник. Мікрофон для передачі голосу знаходиться на гарнітурі.

## Характеристики
Розміри мікронавушників варіюються в межах 5-12 мм, маса його від 0.7 г. Живлення відбувається від змінної батарейки типу "таблетка". Для виготовлення корпусу використовують пластик, полівінілхлорид, спеціально розроблені полімери. Колір корпусу може бути тілесним, чорним, коричневим. 
Робоча відстань від антени гарнітури до мікронавушника не повинна перевищувати 1 м.
Живлення bluetooth гарнітури відбувається за допомогою вбудованого акумулятора, дротова гарнітура живиться за рахунок акумулятора мобільного пристрою.

## Магнітний мікронавушник
Окрім акустичного існує також магнітний мікронавушник. Він являє собою мініатюрний (діаметром 2-3 мм) магніт, який закидається на барабанну перетинку. Сприйняття звуку відбувається за рахунок механічних коливань магніту на барабанній перетинці. 
Магнітний мікронавушник є небезпечним для здоров'я людини. Внаслідок прямого контакту магніту і мембрани можуть виникнути її пошкодження, що часто призводить до повної або часткової втрати слуху. Шкоди для організму також завдає радіовипромінювання гарнітури, котра для магнітного мікронавушника є набагато потужнішою, ніж для акустичного.

## Сфери застосування
Спершу пристрій розроблювався як слуховий апарат, проте пізніше почав використовуватися в інших сферах діяльності. Оскільки розміри мікронавушника роблять його абсолютно невидимим для оточуючих, він знайшов застосування всюди, де потрібно отримувати інформацію непомітно для інших.

### Мікронавушник використовується
- на телебаченні, в кінематографії, в театральному мистецтві, під час публічних виступів;
- студентами, абітурієнтами та школярами;
- під час ділових переговорів, на конференціях;
- для забезпечення зв'язку охоронними службами;
- для координації багатолюдних заходів в місцях без доступу мобільного зв'язку, під час проведення екскурсій;
- водіями як handsfree;
- під час азартних ігор.